# Aglou Plage
Aglou Plage ou Praia Aglou é uma aldeia de Marrocos da comuna rural de Tnine Aglou, província de Tiznit, região de Souss-Massa-Drâa. Situa-se à beira do Oceano Atlântico, a 15 km a noroeste da cidade de Tiznit.
A sua extensa praia é mais propícia à prática de surf do que para nadar, devido a ter fortes correntes submarinas.
Aglou tem o seu nome ligado à medersa (madraçal, escola superior de estudos islâmicos) Ouggaguia, ligada à ascensão da dinastia almóada.[carece de fontes?]